# 宮本元
宮本 元（みやもと はじめ、1889年（明治22年）1月25日 - 没年不詳）は、日本の裁判官。朝鮮総督府官僚。

## 経歴
東京府東京市本所区（現在の東京都墨田区）出身。鈴木富次郎の長男として生まれ、宮本けんの跡を継いだ。1914年（大正3年）、東京帝国大学法科大学独法科を卒業し、司法官試補となる。横浜区裁判所・横浜地方裁判所判事、長崎地方裁判所判事、横浜地方裁判所判事を歴任し、1920年（大正9年）に朝鮮総督府判事に転じた。京城地方法院判事、京城覆審法院判事、朝鮮総督府法務局民事課長、京城地方法院部長、高等法院判事を歴任し、1929年（昭和4年）に欧米各国を視察した。帰国後、覆審法院検事、法務局法務課長、京城地方法院長、法務局長を歴任した。1943年（昭和18年）から京城覆審法院長を務めた。